# St. Andrews Cycle and Electrical Company
St. Andrews Cycle and Electrical Company, zuvor Chenhalls Motor Car Ltd., war ein britischer Hersteller von Automobilen.

## Unternehmensgeschichte
J. S. Chenhalls gründete 1902 das Unternehmen Chenhalls Motor Car Ltd. in Plymouth und begann mit der Produktion von Automobilen. Der Markenname lautete Chenhall. 1903 erfolgte die Umfirmierung in St. Andrews Cycle and Electrical Company. Der Vertrieb blieb auf den Raum Devon beschränkt. 1906 endete die Produktion. Insgesamt entstanden nur wenige Exemplare.

## Fahrzeuge
Zu den Fahrzeugen liegen keine Details vor. Eine andere Quelle listet die Marke im Abschnitt der Kleinwagen mit maximal 8 PS auf.